# Canal Oder-Havel
Le canal Oder-Havel (en allemand : Oder-Havel-Kanal) est un canal allemand qui se situe dans le land du Brandebourg et qui fait partie de la Voie navigable fédérale Havel-Oder. Il fait 54 kilomètres de long et relie la Havel, au sud d'Oranienbourg, et l'Alte Oder (Oderberger Gewässer), près de Niederfinow. Il est géré par l'Office des voies navigables et de la navigation d'Eberswalde (Wasserstraßen- und Schifffahrtsamt Eberswalde).

## Cours
Le début du canal Oder-Havel se situe dans la partie oranienbourgeoise de la Havel (Oranienburger Havel). Il passe par le lac de Lehnitz (Lehnitzsee), qui n'était pas relié à la Havel auparavant, avant d'atteindre l'écluse de Lehnitz (Lehnitzschleuse). Le canal suit ensuite l'ancien canal Malzer et, dans sa section la plus orientale, le canal de Finow. Son bief de partage supérieur s'étend de l'amont de l'écluse de Lehnitz jusqu'à l'ascenseur à bateaux de Niederfinow. L'alimentation en eau de cette partie se fait grâce aux ressources naturelles des bassins versants de la Havel et des cours d'eau de Werbellin, et en cas de sécheresse par l'Elde et la voie navigable Müritz-Havel.

## Histoire
Après cinq ans de travaux entre 1908 et 1913, l'actuelle voie navigable Havel-Oder est inaugurée le 17 juin 1914, sous le nom de la Grande voie navigable Berlin–Stettin (Großschiffahrtweg Berlin-Stettin), par l'empereur Guillaume II et baptisé à cette occasion canal Hohenzollern (Hohenzollernkanal). Le canal Hohenzollern, qui reliait Plötzensee et Hohensaaten, est rebaptisé après la deuxième guerre mondiale canal Oder-Havel, à l'exception de sa courte section qui traversait Berlin-Ouest. Aujourd'hui, seul le tronçon entre la Havel et Niederfinow est dénommé ainsi, ce qui constitue la majeure partie de la voie navigable Havel-Oder.
Le canal est construit d'après quelques particularités techniques : plus de 25 km des quelque 48 km de bief de partage sont constitués d'ouvrages étanches car le niveau d'eau du canal est plus élevé que le terrain environnant. Des barrières de sécurité sont construites à Pechteich et près d'Eberswalde pour limiter les dégâts en cas de rupture des digues. Une troisième barrière de sécurité à Lichterfelde (Schorfheide) a été démontée lors de la construction d'un pont routier, sans jamais avoir été remplacée. 
En outre, un pont-canal a été construit en 1910 à Eberswalde au-dessus de la ligne de chemin de fer Berlin–Stettin. Il a été démoli en 2007 dans le cadre de l'augmentation du nombre de voies. Un tunnel a été construit pour la ligne de chemin de fer environ 250 mètres plus au nord. 
La digue de Ragöse, qui cumule à 28 m et qui a longtemps été la plus haute du monde, traverse le ruisseau Ragöse qui passe par un dalot. 
L'ascenseur à bateaux de Niederfinow a été construit entre 1927 et 1934 pour remplacer l'échelle d'écluse de Niederfinow qui est quand même resté en fonctionnement jusqu'en 1972. Il était alors le plus haut du monde avec ses 36 mètres. Un nouvel ascenseur à bateau au nord de l'actuel est actuellement en construction.

## Galerie

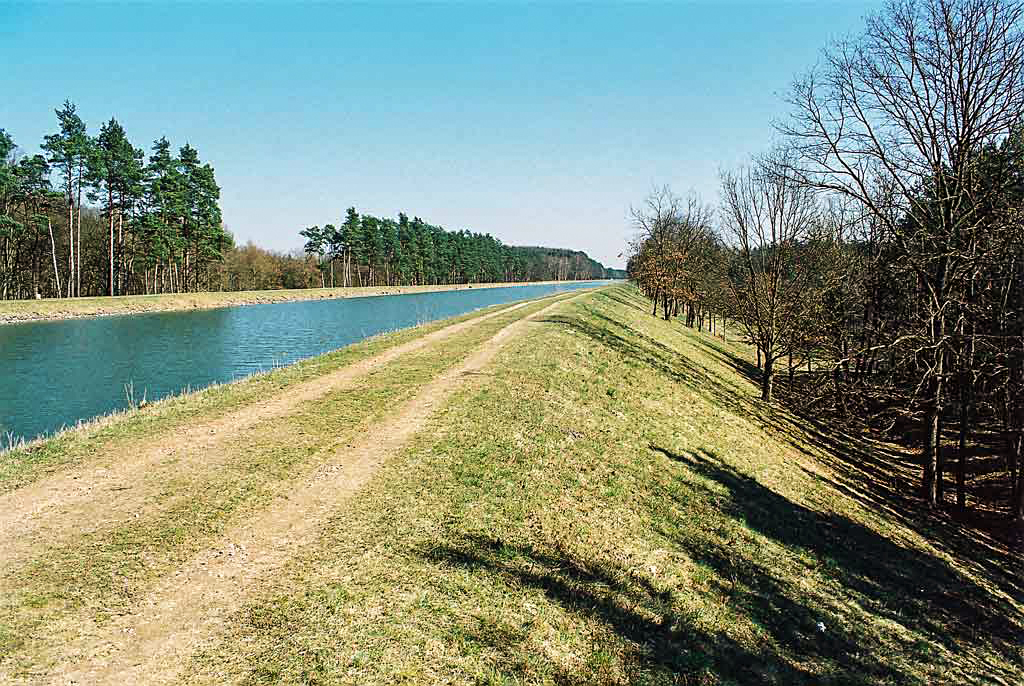
La digue de Ragöse, environ deux kilomètres à l'est d'Eberswalde.
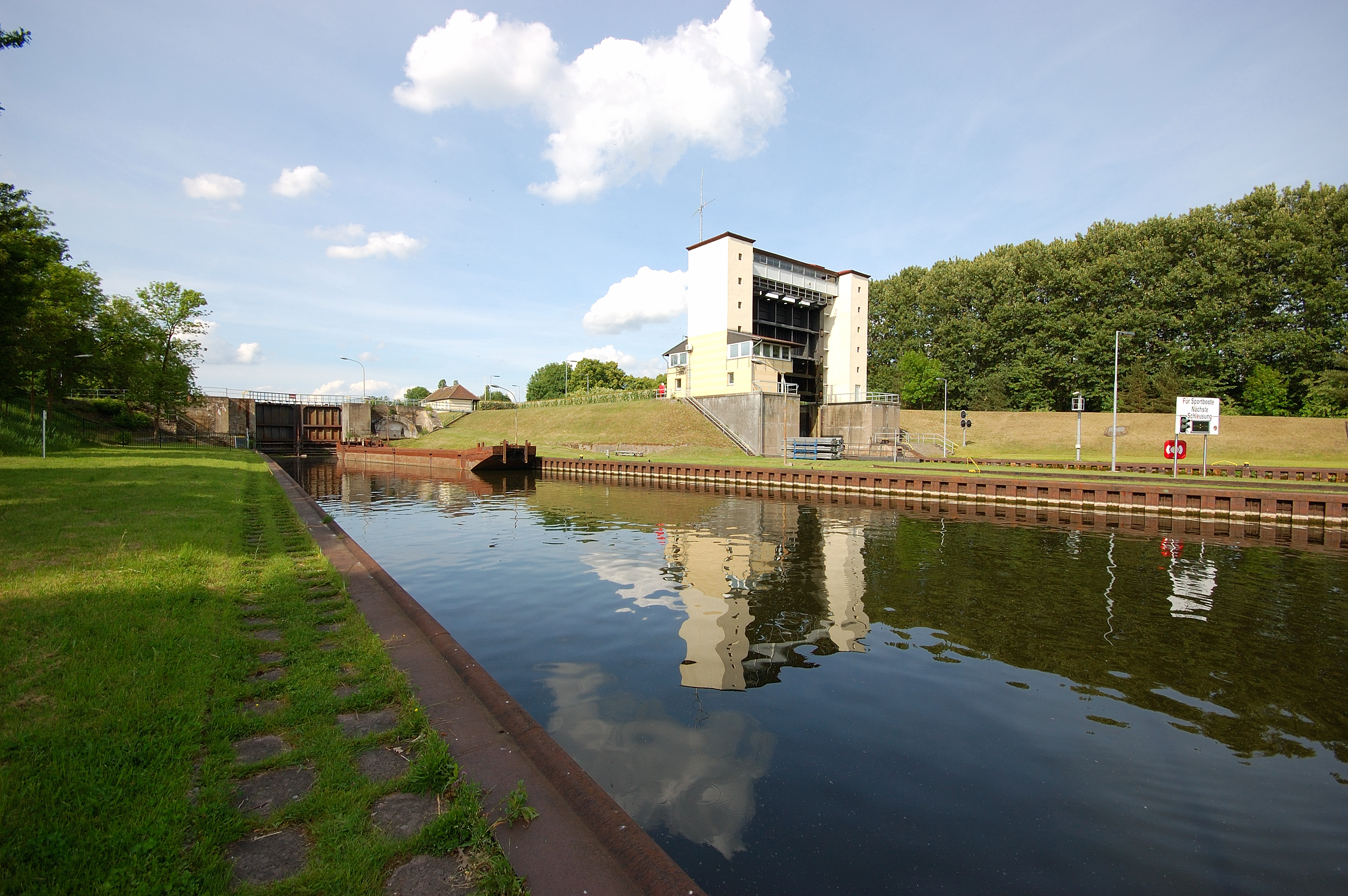
L'écluse de Lehnitz.
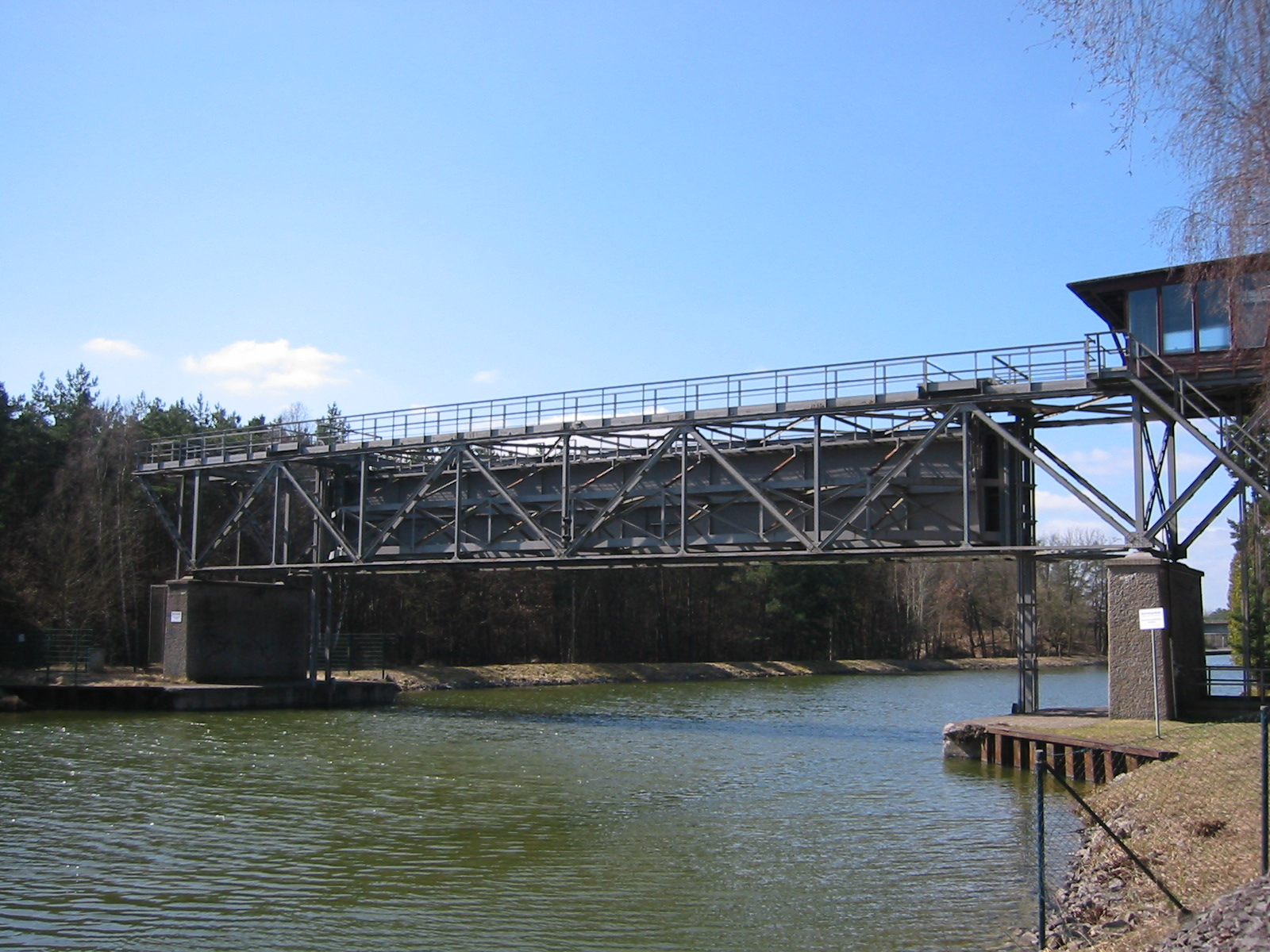
Barrière de sécurité d'Eberswalde.
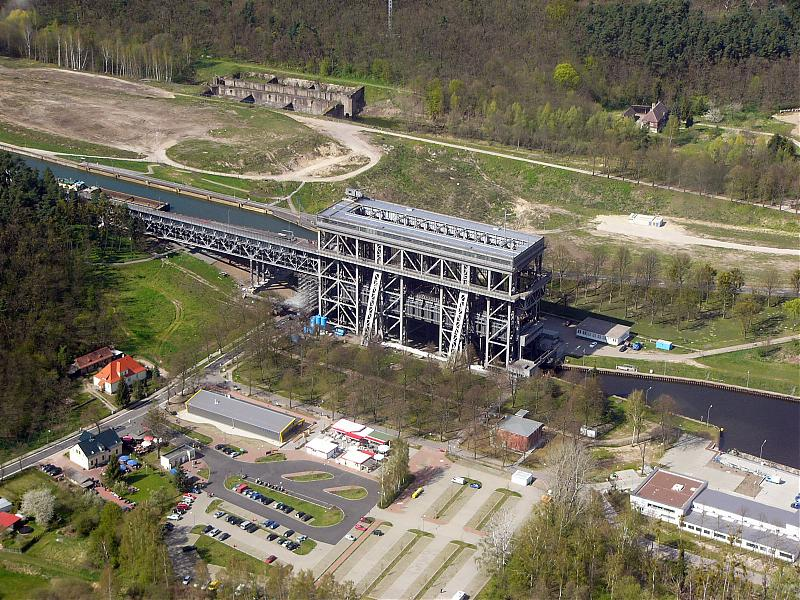
L'ascenseur à bateaux de Niederfinow.

## Liens
- Construction du canal Oder-Havel
- ELWIS : Horaires de manœuvre des écluses du canal
- L'Office des voies navigables et de la navigation d'Eberswalde
- Série de photos de la construction du pont-canal d'Eberswalde

## Sources
- (de) Cet article est partiellement ou en totalité issu de l’article de Wikipédia en allemand intitulé « Oder-Havel-Kanal » (voir la liste des auteurs).